# Radio Maria Autriche
Radio Maria Österreich est une station de radio associative autrichienne catholique. Elle appartient au réseau mondial de Radio Maria, qui comprend également Radio Maria en Italie, Radio Horeb en Allemagne et Radio Maria en France et environ 50 autres stations dans le monde.

## Programme
Radio Maria diffuse une émission catholique à vocation missionnaire pour l'Autriche. Elle commence à émettre avec le premier émetteur de Radio FM de la basilique de Sonntagberg dans le Mostviertel, en Basse-Autriche. Selon sa propre déclaration, le but de la station est de dépeindre « la vie diversifiée de l'Église et des Autrichiens ». Le programme se compose d'environ 70% d'expression verbale et comprend un contenu religieux, culturel et social avec une référence locale. La composante musicale est principalement classique et sacrée.
Il existe des studios de radio à Vienne, Amstetten, Innsbruck et Salzbourg.
Le 1er octobre 2010, elle crée rmxpect, une webradio destinée aux jeunes auditeurs. Elle est interrompue mi-2018.

## Diffusion
Le programme de Radio Maria peut être reçu sur huit fréquences FM ainsi que dans tout le pays via la télévision par câble. Il existe également une fréquence satellite via SES Astra et un streaming.
La station reçoit un créneau pour une opération de diffusion numérique initialement de 10 ans via DVB-T dans l'agglomération de Vienne, où le programme est recevable depuis le 28 janvier 2010 avec une puissance initialement réduite (10 kW). Entre-temps, la zone de transmission de 80 kW ("Mux B", Kahlenberg) est étendue à l'ensemble de l'archidiocèse de Vienne et du nord du Burgenland.
En septembre 2014, le diffuseur remporte le contrat pour la plus petite fréquence VHF de Vienne, sur la base de la puissance de transmission, mais avec laquelle seuls 70 000 habitants du premier arrondissement de Vienne peuvent être atteints.
Depuis le 28 mai 2019, Radio Maria Autriche est diffusée dans tout le pays via DAB+.

## Source, notes et références
1. ↑  « Qui sommes-nous ? », sur Radio Maria France (consulté le 31 août 2020)
2. ↑  (de) « KommAustria erteilt Radio Maria Zulassung für Wiener UKW-"Kleinfrequenz" 99,5 MHz », sur RTR, 2014 (consulté le 31 août 2020)

- (de) Cet article est partiellement ou en totalité issu de l’article de Wikipédia en allemand intitulé « Radio Maria Österreich » (voir la liste des auteurs).